# Шамбрен, Жак де
Жак де Шамбрен (21 октября 1635, Оранж — 1689, Лондон) — французский религиозный деятель, протестантский пастор.
Происходил из знатной семьи Пинетон де Шамбрен, сын основателя рода пастора Жака де Шамбрена-старшего. С 1658 по 1685 год был пастором и преподавателем кальвинистского богословия в Оранже, получил известность своим вынужденным отречением от кальвинизма из-за религиозных преследований со стороны властей и затем возвращением к этой вере. Княжество Оранж в период его жизни стало прибежищем для многих французских протестантов, бежавших от гнёта католиков после отмены Нантского эдикта. Король Людовик XIV, несмотря на Нимский договор, решил воспользоваться ситуацией, чтобы арестовать Шамбрена, который был видным протестантским богословом и в своих проповедях осуждал действия королевских войск. Шамбрен в то время был из-за перелома бедра прикован к постели, но всё равно был пленён в своём доме королевскими драгунами и подвергнут различным унижениям. В конце концов он был вынужден пообещать отречься от кальвинизма и прибыть к королю, когда поправится, и был выслан в Валенсию, затем оказался в Ромейе. При первой возможности бежал в Женеву, где, выздоровев, снова стал кальвинистским священником. Затем, оказавшись в Нидерландах, он вместе с принцем Оранским отправился в Англию, где был каноником в Виндзоре и скончался в 1689 году. Историю своей жизни он описал в книге под названием «Les Larmes de Jacques Pineton de Chambrun» (Гайе, 1688; переиздание — Париж, 1854).